# Волиње
Волиње (чеш. Volyně) град је у Чешкој Републици. Град се налази у управној јединици Јужночешки крај, у оквиру којег припада округу Стракоњице.

## Становништво
Према подацима о броју становника из 2014. године град је имао 3.013 становника.